# Gaubahnen Wartheland
Die Gaubahnen Wartheland wurden 1943 als öffentlich-rechtlicher Zweckverband mit Sitz in Posen gegründet. In ihm waren zehn kreiseigene Kleinbahnen des Reichsgaues Wartheland zusammengefasst worden, um durch eine gemeinsame Betriebsführung rationell arbeiten zu können. Das entsprach in etwa dem Modell der Pommerschen Landesbahnen, die 1940 gegründet worden waren.
Es handelte sich ausschließlich um kreiseigene Regiebetriebe, an denen kein Privatkapital beteiligt war. Nach dem Zusammenschluss war auch die Selbstverwaltung des Reichsgaues im Zweckverband kapitalmäßig vertreten.
Im Einzelnen handelte es sich um folgende – überwiegend schmalspurige – Bahnbetriebe:
- Dietfurter Eisenbahn (früher: Zniner Kreisbahn)
- Gnesener Eisenbahn (früher Kreisbahn Witkowo)
- Gostinger Eisenbahn
- Jarotschiner Eisenbahn
- Kalisch–Tureker Eisenbahn
- Kostener Eisenbahn
- Krotoschin–Pleschener Eisenbahn
- Schmiegeler Kreisbahn
- Schrodaer Kreisbahn
- Wreschener Eisenbahn

Bei einer Gesamtstreckenlänge von 643 Kilometern waren nur 97 Kilometer in Normalspur angelegt. Die restlichen 546 Kilometer verteilten sich auf  174 km in Meterspur, 109 km in 750-mm-Spur und 163 km in 600-mm-Spur. Personenverkehr fand auf einer Länge von 472 Kilometern statt. Freilich änderten sich die Angaben mehrfach.
Der Fahrzeugbestand wird mit 49 Dampflokomotiven, einem Triebwagen, 50 Personenwagen, 11 Packwagen, 1113 Güterwagen und 18 Rollböcken angegeben.